# Fitoesteroide

Digitoxina, un fitoesteroide y glucósido cardíaco que se encuentra en la digitalis.

Los fitoesteroides, también conocidos como esteroides vegetales, son esteroides naturales que se encuentran en las plantas. Los ejemplos incluyen digoxina, digitoxina, diosgenina y guggulsterona, así como fitoesteroles como el β-sitosterol y otros fitoestrógenos como las isoflavonas.